# ゼ・カストロ
ゼ・カストロ (Zé Castro) ことジョゼ・エドゥアルド・ローザ・ヴァレ・イ・カストロ（José Eduardo Rosa Vale e Castro, 1983年1月13日 - ）は、ポルトガル、コインブラ出身の元サッカー選手。元ポルトガル代表である。現役時代のポジションはDF（センターバック）。

## 経歴

### クラブ

#### アカデミカ
地元のアカデミカ・コインブラの下部組織で育ち、2004年10月3日のスーペル・リーガ、ジル・ヴィセンテFC戦 (2-1) で20分間プレーしてトップチームデビューした。若くして絶対的なレギュラーとなり、キャプテンにも就任した。

#### アトレティコ
2006年5月30日、ビッグ3（FCポルト、SLベンフィカ、スポルティング・クルーベ・デ・ポルトゥガル）との移籍交渉が不成立となった後、スペインのアトレティコ・マドリードに移籍した。2006-07シーズンはパブロ・イバニェスやルイス・ペレアの負傷もあり、22試合に出場して2得点を挙げた。特に2007年1月20日のCAオサスナ戦 (1-0) では83分に決勝点を挙げている。しかし、2007-08シーズンはほとんど起用されず、2008年7月7日にデポルティーボ・ラ・コルーニャに1年間の契約でレンタル移籍した。本来のレギュラーであるパブロ・アモがアキレス腱を負傷して数ヶ月間離脱していたため、2008-09シーズンのほとんどの試合に先発出場した。

#### デポルティーボ
シーズン終了後、デポルティーボへの完全移籍が成立。しかし、2009-10シーズンはわずか1試合の出場に終わり、2010-11シーズンも出場機会を与えられなかったため後に移籍を直訴した。
2011年3月7日のレアル・ソシエダ戦ではアイタミ・アルティレスが胃腸炎の発作を起こしたため、ミゲル・アンヘル・ロティーナ監督はアイタミの代役として出場させようとしたが、本人はスタジアムに来てさえおらず起用することができなかった。この年18位で2部に降格。DFの柱だったアルベルト・ロポ等が移籍する中でチームに留まった。2011-12シーズンは前半戦こそ控えだったが、後半戦になるとディエゴ・コレットとコンビを組むようになり、2部優勝を飾って1年で1部に戻った。しかし、2012-13シーズンはカルロス・マルチェナの加入で再び控えに回るようになった。

#### ラージョ
デポルティーボの2度目の降格と財政難に伴って、2013年8月29日、ラージョ・バジェカーノに1年契約で加入。

#### アカデミカ復帰
2017年9月、アカデミカ・コインブラに1年契約で復帰した。2022年4月、現役引退を表明した。

### 代表
アカデミカ・コインブラからデビューしてすぐにU-21ポルトガル代表に初選出された。2006年には母国開催となったUEFA U-21欧州選手権に出場し、グループリーグ3戦すべてにフル出場したが、セルビア・モンテネグロ戦 (0-2) ではオウンゴールを喫し、ポルトガルはグループリーグ敗退に終わった。
2009年6月10日、エストニアとの親善試合 (0-0) でついにポルトガルA代表デビューを果たした。2010年5月10日には2010 FIFAワールドカップのメンバー候補24人に含まれたが、ペペが怪我から回復したため、カルロス・ケイロス監督はゼ・カストロを選外とした。

## 所属クラブ
- 2002-2004  アカデミカ・コインブラB
- 2004-2006  アカデミカ・コインブラ
- 2006-2009  アトレティコ・マドリード

2008-2009 → デポルティーボ・ラ・コルーニャ (loan)
- 2009-2013  デポルティーボ・ラ・コルーニャ
- 2013-2017  ラージョ・バジェカーノ
- 2017-2022  アカデミカ・コインブラ